# نيت هاريس
نيت هاريس (بالإنجليزية: Nate Harris)‏ هو لاعب كرة قدم أمريكية أمريكي، ولد في 8 مارس 1983.

## وصلات خارجية
- نيت هاريس على موقع مرجع كرة القدم المحترفة.كوم (الإنجليزية)